# Pseudosphex steinbachi
Pseudosphex steinbachi là một loài bướm đêm thuộc phân họ Arctiinae, họ Erebidae.